# Léonard Nuytens
Léonard Nuytens (Gante, 7 de septiembre de 1892-Gante, 6 de diciembre de 1962) fue un deportista belga que compitió en remo como timonel. Ganó una medalla de plata en el Campeonato Europeo de Remo de 1912, en la prueba de cuatro con timonel.

## Palmarés internacional
| Campeonato Europeo | Campeonato Europeo | Campeonato Europeo | Campeonato Europeo |
| Año                | Lugar              | Medalla            | Prueba             |
| ------------------ | ------------------ | ------------------ | ------------------ |
| 1912               | Ginebra (Suiza)    | Medalla de plata   | Cuatro con timonel |